# Aspalathus linearis
Aspalathus linearis (Burm.f.) R.Dahlgr., nota col nome afrikaans di rooibos (pronuncia [ˈroːɪ̯bɔs]; rooi bos significa "cespuglio rosso"), è una pianta appartenente alla famiglia Fabaceae;  le sue foglie sono utilizzate per preparare un'infusione chiamata rooibos o anche (impropriamente) tè rosso africano. È impiegata anche nella preparazione di stick per riscaldatori di tabacco.
La pianta cresce esclusivamente nella regione del Cederberg in Sudafrica (Province del Capo).
La bevanda ottenuta dalle foglie è da sempre usata dalle popolazioni locali. Le foglie, dopo la raccolta, sono tritate, fatte fermentare e asciugate. La bevanda si prepara per infusione, con tempi leggermente più lunghi rispetto al tè. 
In Sudafrica si usa berlo con latte e zucchero, mentre altrove si beve senza. Si trova in commercio anche aromatizzato.
Ha un leggero gusto che ricorda la nocciola e la malva, con un sapore dolce, anche senza l'aggiunta di zucchero. Il colore è rosso brunastro.
Le foglie sono prive di caffeina e contengono molte sostanze antiossidanti, vitamina C e minerali, tra cui magnesio, calcio, fosforo, ferro, fluoro, potassio.

## Storia
La bevanda prodotta con il rooibos è usata da secoli dalle popolazioni khoisan che abitano la zona e che ne conoscono da sempre le proprietà. L'uso della bevanda è stato riportato dal botanico Carl Humberg nel 1772. I coloni olandesi del Sudafrica lo adottarono come alternativa economica al tè nero che doveva essere trasportato dalle navi provenienti dall'Europa. Tuttavia fino al XIX secolo l'uso del tè da parte degli olandesi era minimo.
Nel 1904 Benjamin Ginsberg, un colono sudafricano di origine russa e discendente da una famiglia di commercianti di tè, intuì il potenziale del rooibos e cominciò a commerciare con le popolazioni khoisan che lo raccoglievano. Cominciò a vendere il suo «tè della montagna» ai coloni e divenne in breve il primo importatore di rooibos usando i contatti con la sua famiglia.
Negli anni trenta Ginsberg convinse un medico locale a sperimentare la coltivazione della pianta. I tentativi furono fruttuosi e consentirono a Ginsberg di incoraggiare gli agricoltori locali a cominciare la coltivazione, con la speranza di ottenerne un buon profitto. Il primo tentativo di coltivazione su larga scala fu un disastro a causa della piccola dimensione dei semi. Non sono più grandi di un granello di sabbia, e quindi sono difficili da rintracciare e raccogliere. Per questo motivo il prezzo dei semi arrivò a 80 sterline alla libbra, troppo alto per gli agricoltori locali.
Una delle donne che lavoravano per Ginsberg trovò un sistema efficiente e originale per la raccolta dei semi. Mentre gli altri portavano una manciata di semi pari a una scatola di fiammiferi, la donna era in grado di consegnarne regolarmente grossi sacchetti e fu persuasa a rivelare il suo segreto. Mentre era in cerca dei semi, si era accorta casualmente che le formiche facevano il suo stesso lavoro. Seguì le formiche fino al loro nido e, quando lo aprì, scoprì al suo interno un deposito di dimensioni ragguardevoli.
Da allora il rooibos è diventato sempre più popolare in Sudafrica e ha cominciato a essere apprezzato anche nel resto del mondo.

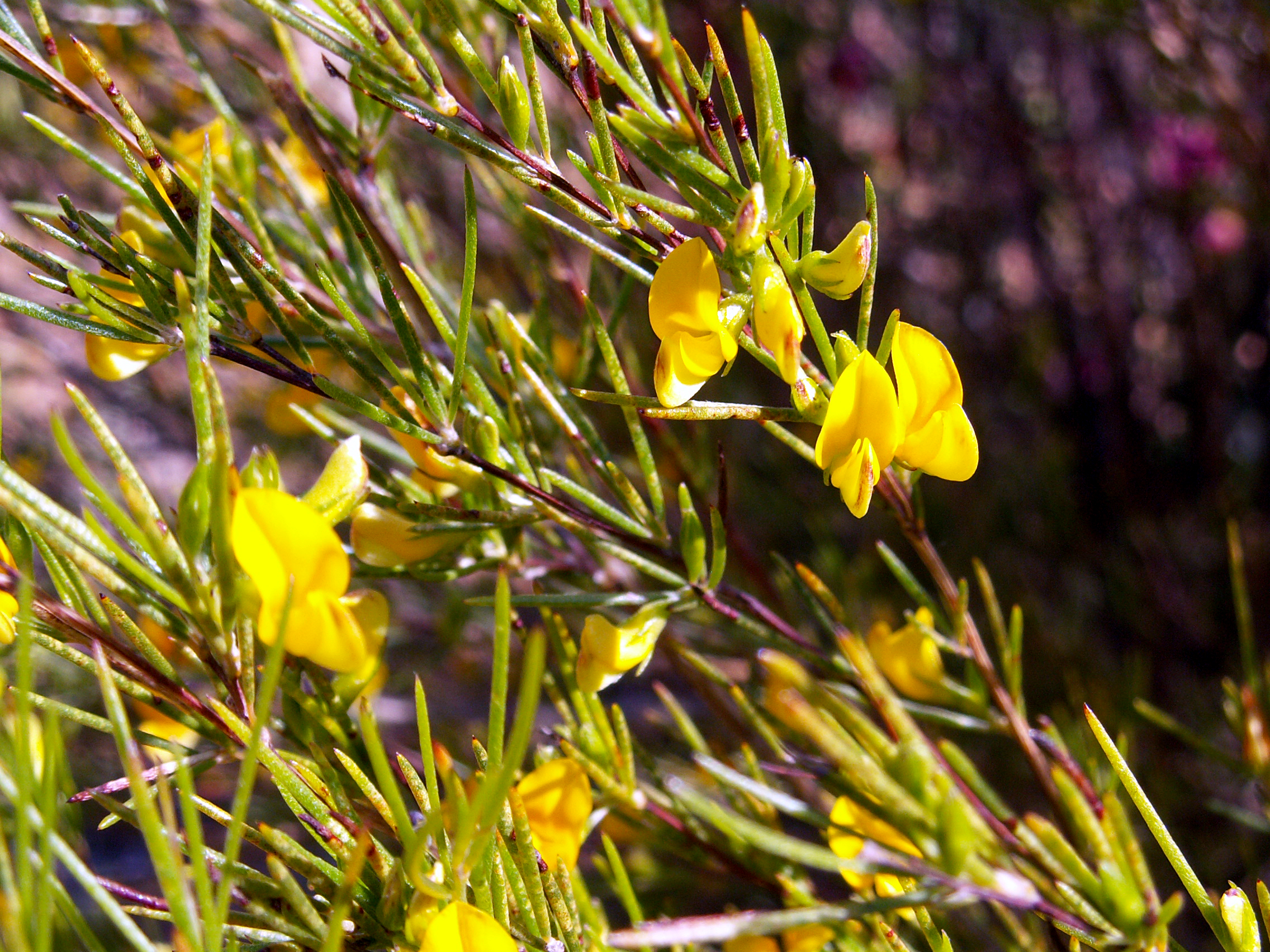
Fiori
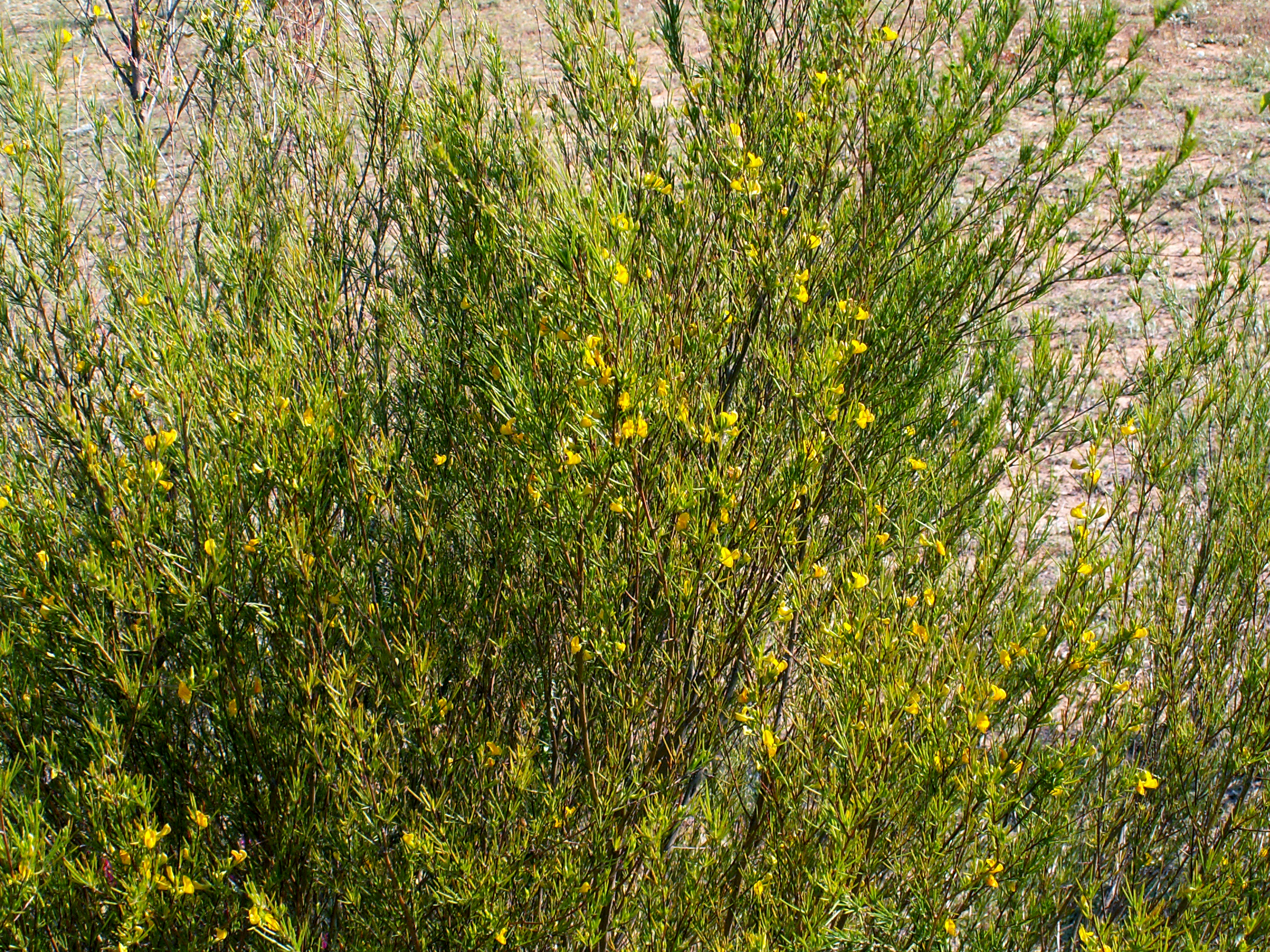
Pianta
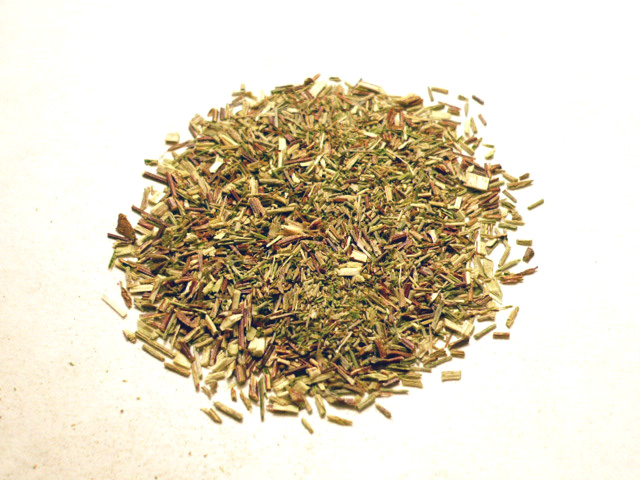
Foglie di rooibos verde